# (4748) Tokiwagozen
(4748) Tokiwagozen est un astéroïde de la ceinture principale.

## Description
(4748) Tokiwagozen est un astéroïde de la ceinture principale. Il fut découvert le 20 novembre 1989 à Toyota par Kenzo Suzuki et Takeshi Urata. Il présente une orbite caractérisée par un demi-grand axe de 2,74 UA, une excentricité de 0,06 et une inclinaison de 16,3° par rapport à l'écliptique.

## Compléments